# Carlos González Ferreira
Carlos González Ferreira (Asunción, 30 marzo 1976) è un ex calciatore paraguaiano, di ruolo centrocampista.

## Carriera

### Nazionale
Ha partecipato alla Copa América 1999.